# Leo Meyer
Leo Karl Heinrich Meyer (Bledeln, ma Algermissen része, 1830. július 3. – Göttingen, 1910. június 6.) német nyelvész.

## Életrajza
Göttingenben magántanár, majd dorpati rendes egyetemi tanár lett, ahol az indogermán összehasonlító nyelvészetet adta elő, melynek különösen graeco-italiai ága körül szerzett nagy érdemeket, de a germán nyelvészeti irodalmat is becses művekkel gazdagította.

## Művei
- Der Infinitiv der Homerischen Sprache, ein Beitrag zu seiner Geschichte (1856)
- Bemerkungen zur ältesten Geschichte d. griechischen Mythologie (1856)
- Gedrängte Vergleichung der griech. und lat. Declination (1862)
- Vergleichende Grammatik der griechischen und lateinischen Sprache (1861-65)
- Griechische Aoriste (1879)
- An im Griechischen, Lateinischen und Gotischen (1880)
- Über die Flexion der Adjective im Deutschen (1863)
- Die gotische Sprache, ihre Lautgestaltung, insbes. im Verhältniss zum Altindischen, Griechischen und Lateinischen (1869)
- Livländische Reimchronik (1876)
- Über Glauben und Wissen (1876)
- Über den Untergang der Welt und das jüngste Gericht (1889)